# Merchtem
Merchtem est une commune néerlandophone de Belgique située en Région flamande au nord-ouest de la province du Brabant flamand.
La mairie de Merchtem comprenant 21 villages, faisait jadis partie du Quartier de Bruxelles.
Située au nord de Bruxelles, cette commune est limitrophe des communes flamandes de Asse, Londerzeel, Meise, Opwijk, Wemmel et Buggenhout (frontalière du hameau de Peizegem).
Merchtem regroupe les entités de Brussegem et Hamme depuis la fusion des communes de 1971.

## Sections de la commune
| # | Section   | Superf. (km²) | Habitants (2020) | Habitants par km² | Code INS |
| - | --------- | ------------- | ---------------- | ----------------- | -------- |
| 1 | Merchtem  | 20,98         | 13.194           | 629               | 23052A   |
| 2 | Brussegem | 14,52         | 2.716            | 187               | 23052B   |
| 3 | Hamme     | 1,41          | 856              | 609               | 23052C   |

### Localités
Ossel, Peizegem et une partie de Bollebeek

## Héraldique
|  | La commune possède des armoiries qui lui ont été octroyées le 11 juillet 1821 et à nouveau le 11 mai 1838. De nouvelles armoiries ont été octroyées le 5 janvier 1925 et confirmées le 6 juin 1991. Les nouvelles armoiries sont basées sur le sceau du conseil communal datant de 1336. Elles montrent un mur d'enceinte, avec une porte et sur la porte une bannière avec le lion du Brabant. Merchtem avait reçu des droits de cité en 1251 du duc Henri III de Brabant, symbolisé par les armoiries. En 1821 et 1838, Merchtem reçut des armoiries qui provenaient probablement des armoiries de la famille Hobosch van Merchtem dans des couleurs inversées. Il n’existe cependant aucune preuve historique à ce sujet. Blasonnement : D'or à une porte de gueules ouverte du champ accostée de deux avant-murs de gueules rejoignant les bords de l'écu, le tout maçonné du champ, sommée d'un drapeau contourné de sable au mât d'or et chargé d'un lion (contourné) du même, armé et lampassé de gueules. - Délibération communale : 14 février 1991 - Arrêté de l'exécutif de la communauté : 8 juin 1979 - Moniteur belge : 25 septembre 1991 Source du blasonnement : Heraldy of the World. |

## Démographie

### Démographie: avant la fusion des communes
- Source : DGS recensements population.

### Démographie: commune fusionnée
En tenant compte des anciennes communes entraînées dans la fusion de communes de 1977, on peut dresser l'évolution suivante :
Les chiffres des années 1831 à 1970 tiennent compte des chiffres des anciennes communes fusionnées.
- Source : DGS, de 1831 à 1981 = recensements population ; à partir de 1990 = nombre d'habitants chaque 1er janvier.[3]

## Toponymie
Martinas (1040), Martines (1117), Marcines (1148), Mercten (1150), Merenthen (1186), Merchten (1218)

## Problèmes communautaires
Le 24 octobre 2005, la commune a tenté de faire interdire les panneaux et affichages en d'autres langues que le néerlandais
sur le marché communal ; un addendum visant à faire respecter le caractère flamand de la
commune sur le marché public et à interdire l'ensemble des promotions et des slogans émis par les
marchands ambulants dans une langue autre que le
néerlandais, a été ajouté au règlement communal d'ordre intérieur.
Marino Keulen, alors ministre flamand des affaires intérieures, en jugeant la mesure non conforme à la loi, a suspendu le décret qui n'a donc jamais été appliqué,.
En août 2006, le conseil communal de Merchtem, présidé par le bourgmestre de la ville, Eddie De Block, membre du parti libéral flamand VLD, a fait interdire l’usage de toute autre langue que le néerlandais à l’école, autant entre parents et enseignants, qu’entre enfants. Il a justifié ce décret en rappelant que les écoles communales se trouvent en territoire flamand, l'enseignement y est subsidié par la Communauté flamande.

## Culture et patrimoine

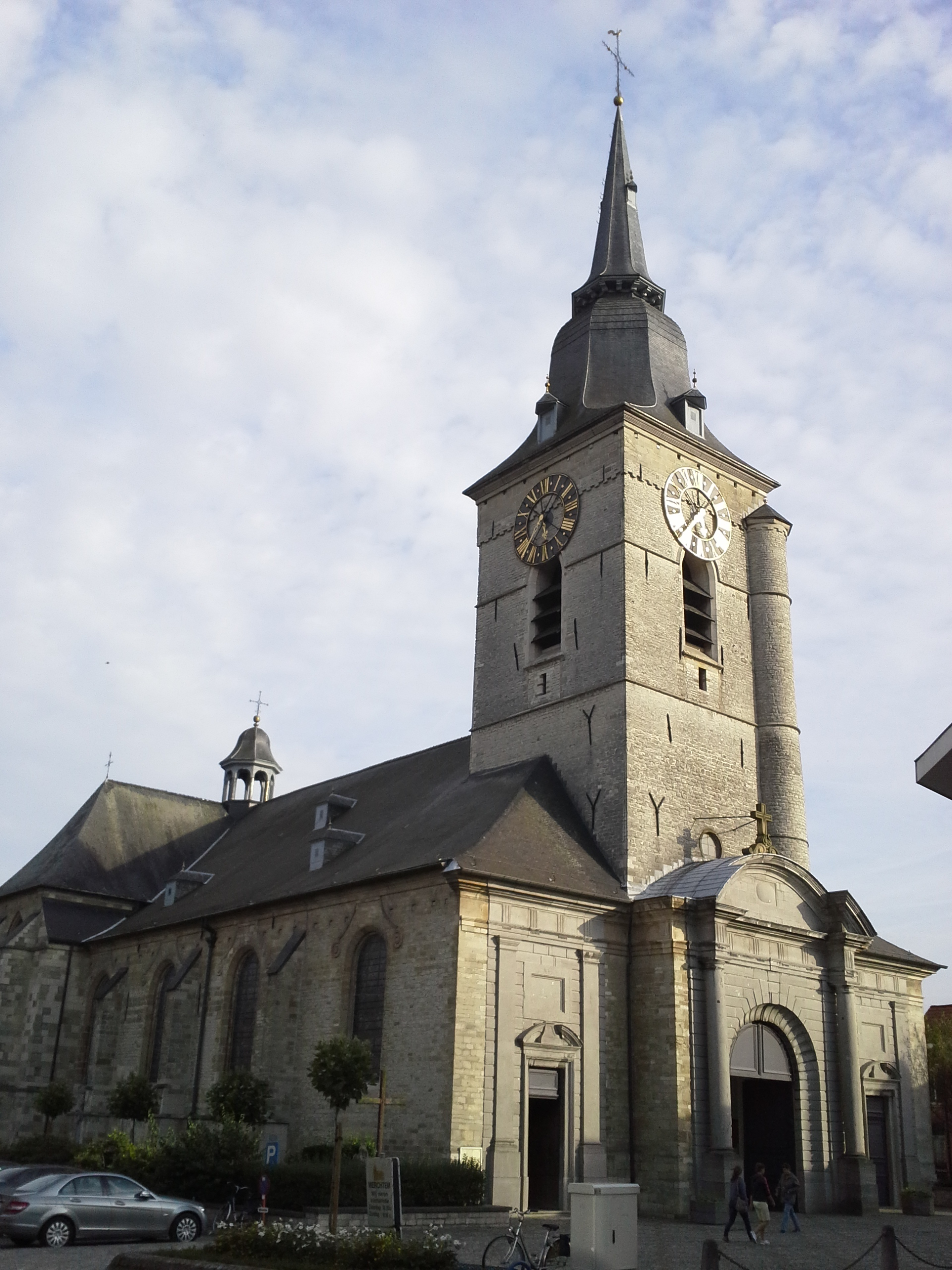
Église Onze-Lieve-Vrouw
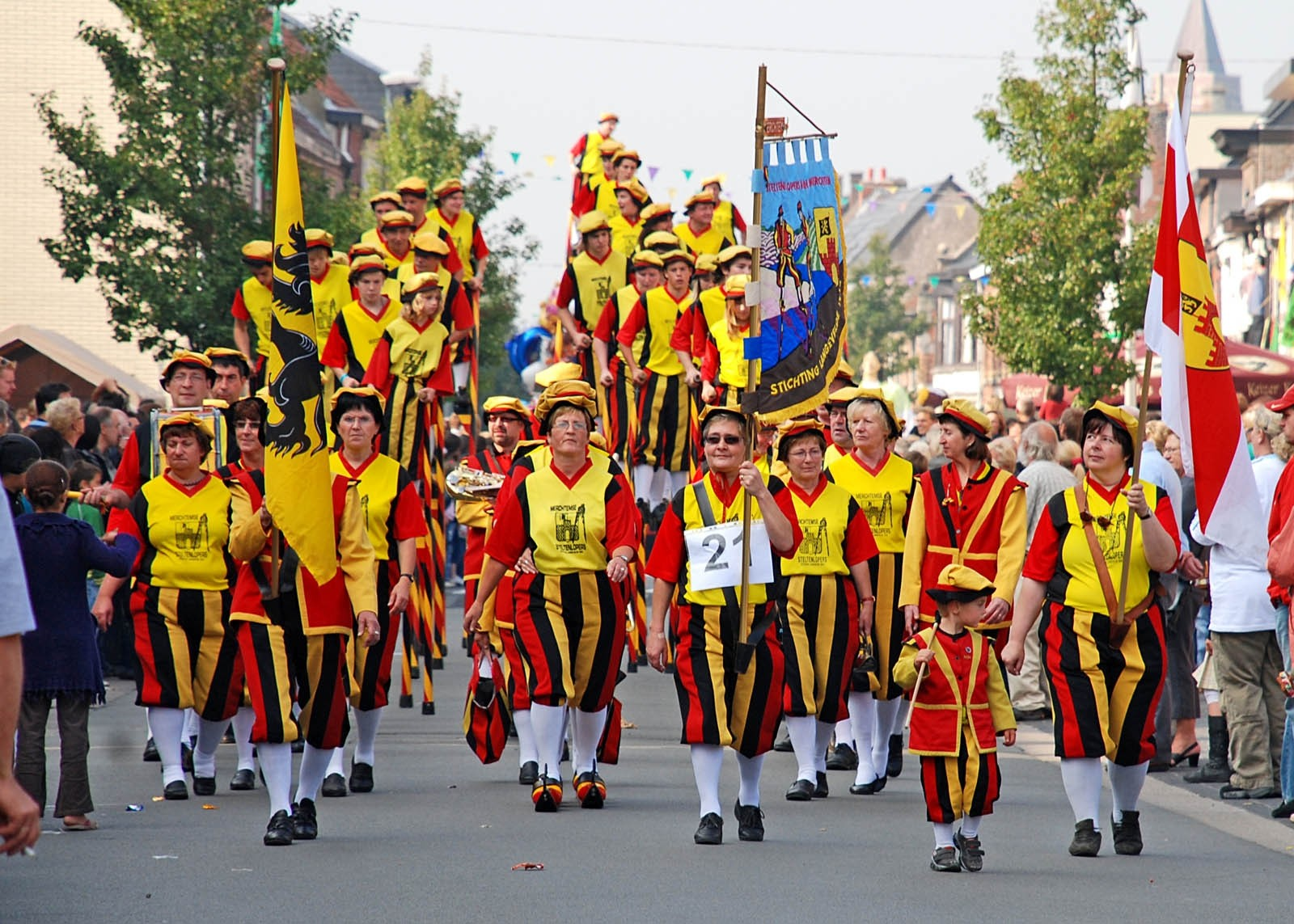
Steltenlopers